# East End Avenue

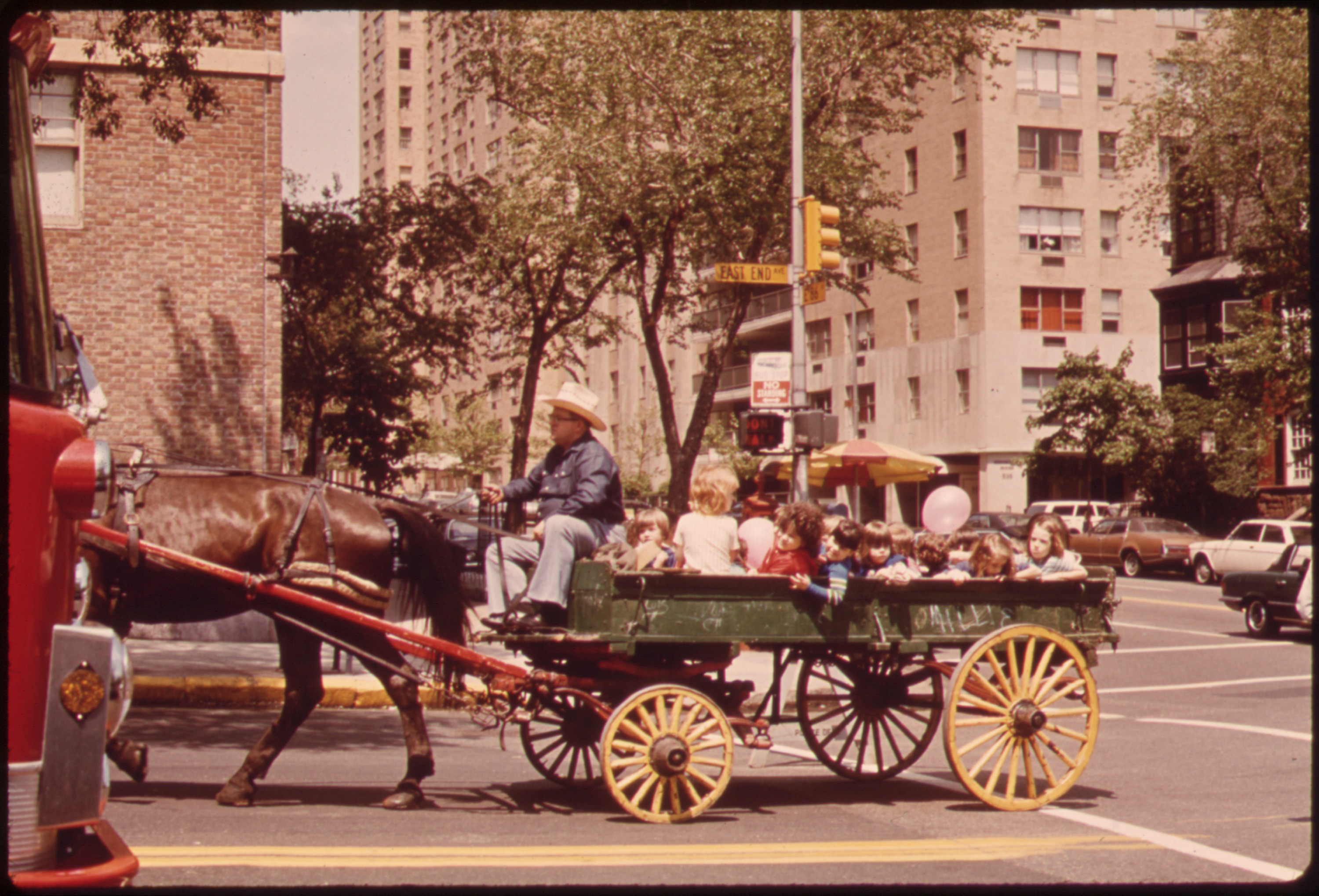
Balade dans l'East End Avenue en 1973.

East End Avenue est une voie de New York.

## Situation et accès
C'est l'avenue la plus à l'est du quartier de l'Upper East Side, dans l'arrondissement de Manhattan et elle s'étend entre la 79e rue et la 90e rue. 

## Origine du nom
Le nom East End Avenue reflète sa position géographique : c'est l'avenue la plus à l'est du quartier de l'Upper East Side à Manhattan, juste avant l'East River.

## Historique
Elle a été initialement tracée en 1811 comme une extension de l'Avenue B, mais a ensuite été renommée pour souligner son emplacement à l'extrémité est de l’île
En 1928, le développement a été restreint à un usage résidentiel en dessous de la 84e rue.

## Bâtiments remarquables et lieux de mémoire
Entre l'avenue et l'East River se trouve le Carl Schurz Park (en).